# 頃公 (単)
頃公（けいこう）は、春秋時代の単の君主。
魯の襄公三年（紀元前570年）春六月、単の頃公は晋の悼公・宋の平公・魯の襄公・衛の献公・鄭の釐公・莒の犂比公・邾の宣公・斉の世子光は会盟した。己未日、鶏沢で会盟した。